# Yves Allégret
Yves Allégret (13 de outubro de 1905 - 31 de janeiro de 1987)  foi um diretor de cinema francês, muitas vezes trabalhando no gênero do filme noir,  que era popular no final dos anos 1940. Ele nasceu em Asnières-sur-Seine, Hauts-de-Seine e morreu em Paris. Seus pais eram Élie Allégret e Suzanne Ehrhardt.
Allégret começou sua carreira no cinema trabalhando como assistente de seu irmão mais velho, o diretor Marc Allégret , e de Augusto Genina e Jean Renoir. Entrando no cinema na década de 1930 e trabalhando com diretores envolvidos na vanguarda da França naquele período, Allégret foi influenciado pelas ideias impressionistas e surrealistas que esses diretores expressavam em seus filmes.
Embora Allégret tenha criado vários curtas e comerciais, ele não dirigiu seu primeiro longa-metragem até 1941. Seus melhores filmes, muitos deles foram estrelados por Simone Signoret.
O cineasta Yves Allégret conheceu Simone Signoret no Café de Flore, em que ambos frequentavam. Esse local era um popular ponto de encontro de artistas e intelectuais de esquerda. Os dois, mais tarde se tornaram amigos, em seguida eles se casaram e ela decidiu se tornar uma atriz, o casamento durou de 1944 e 1949. Em 1951, Allégret se casou com Michèle Cordoue, com que ficou casado até a morte, em 1987.
O cineasta teve dois filhos, Catherine Allégret e Gilles Allégret.

## Filmografia
- Tobias é um anjo (1940)
- O emigrante (1940)
- Caixa de filmes (1945)
- Les démons de l'aube (1946)
- Dédée d'Anvers (1948)
- Une si jolie petite plage (1949)
- Manèges (1950)
- Les Miracles n'ont lieu qu'une fois (1951)
- Leathernose (1952)
- O orgulhoso e o belo (1953)
- Oh não, Mam'zelle (1954)
- Oasis (1955)
- A melhor parte (1956)
- Filetes Méfiez-vous (1957)
- Envie uma mulher quando o diabo falhar (1957)
- La Fille de Hambourg (1958)
- Os inquietos e os condenados (1959)
- Valete de Espadas (1960)
- Konga Yo (1962)
- Germinal (1963)
- Johnny Banco (1967)